# 黒羊朝

黒羊朝

黒羊朝（こくようちょう、ペルシャ/アゼリー語：قرا قویونلو）は、イラク北部からアナトリア半島東部を経てアゼルバイジャン、イラン西部に広がる遊牧地帯を支配したテュルク系のイスラム王朝（1375年 - 1468年）。
トゥルクマーンと呼ばれるテュルク系遊牧民の部族連合を元とする遊牧国家であり、王朝名はトルコ語でこの部族連合がカラ・コユンル(Karakoyunlu/Qara Qoyunlu)、すなわち「『黒い羊』に属する者」と呼ばれたことに由来する直訳名称であるが、語源は不明である。

## 歴史
一部の研究者は、カラ・コユンル の オグズ  方言をアゼルバイジャン語と関連付けている。 例えば、Faruk Sümer は、カラ・コユンル の東オグズ方言が現在アゼルバイジャン語と呼ばれていることを指摘し、Muhsin Behramnejad は、カラ・コユンル のトルクメン部族から継承されたアゼルバイジャン語を呼んだ。 スルタン・カラ・コユンル 1435-1467 ジャハーン・シャー は、アゼルバイジャンの詩の代表として一般に認められている。
黒羊朝の部族連合を結んだトゥルクマーンたちはイルハン朝の時代にヴァン湖北岸を夏営地、モースル近辺を冬営地として遊牧生活を送っていた。
その一派の首長バイラム・ホジャは、イルハン朝が解体再編されていった14世紀後半に権力を確立し、周辺一帯を広く支配するイルハン朝の継承政権ジャライル朝に服属した。バイラム・ホジャの子カラ・ムハンマドはジャライル朝に反乱を起こすが敗北した。
第3代君主カラ・ユースフの時に、ティムールによる東部アナトリア遠征にジャライル朝とともに抵抗し、一旦は勢力を失った。しかし、1405年にティムールが没するとカラ・ユースフは勢力を盛り返し、アゼルバイジャン地方を支配するティムール朝の王子アブー・バクルを破って1408年にアゼルバイジャンの中心都市タブリーズを領有する。さらに1411年にジャライル朝の残党を滅ぼしてバグダードを占領、イラクまで勢力を広げる。
1419年にイラン中部のガズヴィーンまで占領したところでカラ・ユースフは没するが、翌1420年に黒羊朝はティムール朝中央政権のシャー・ルフによる遠征を受け、黒羊朝は激しい抵抗を取れないままアゼルバイジャンまでの東方の領土を奪還された。
シャー・ルフが本拠地ホラーサーンに帰還するとカラ・ユースフの遺児カラ・イスカンダルが王朝を再統一して勢力を回復し、アゼルバイジャンの支配を巡ってティムール朝と激しく争った。カラ・イスカンダルは白羊朝のカラ・オスマンを倒すなど東部アナトリアに覇を唱えるが、たびたびシャー・ルフの遠征を受け、シャー・ルフに忠実な兄弟のジャハーン・シャーに王位を奪われた。ジャハーン・シャーはシャー・ルフによってタブリーズの知事に任ぜられ、ティムール朝の宗主権を認める代償に黒羊朝はアゼルバイジャンの支配を確実なものとする。
1447年にティムール朝のシャー・ルフが没し、2年後にはその子ウルグ・ベクが殺害されてティムール朝の統一が乱れると、ジャハーン・シャーはティムール朝に対して反旗を翻し、黒羊朝は再び拡大に転じてイラン高原中部まで進出した。1458年、ジャハーン・シャーはティムール朝の中心地ホラーサーンに迫り、ティムール朝側の混乱に乗じて一時は都ヘラートを占領するほどの勢力を誇った。そして、支配領域の拡大に伴って行政機構も整備される。
しかし、1467年、ジャハーン・シャーは、当時、黒羊朝に服属していた白羊朝のウズン・ハサンが勢力を拡大すると、ウズン・ハサンを討つために西に進軍した。しかし、ジャハーン・シャーが野営中にウズン・ハサンに急襲され落命すると黒羊朝はたちまち混乱し、分裂した。ウズン・ハサンは黒羊朝の王族たちを次々に破り、その後わずか2年足らずの間に黒羊朝の勢力は白羊朝により一掃されてしまった。黒羊朝滅亡後、指揮下の部族は白羊朝に吸収された。
黒羊朝を形成していた集団の一部はインドに移住し、16世紀初頭にクトゥブ・シャーヒー朝を創始した。

## 歴代君主
| 代数 | 名前               | 在位                               |
| ---- | ------------------ | ---------------------------------- |
| １   | バイラム・ホジャ   | 1366年 - 1380年                    |
| ２   | カラ・ムハンマド   | 1380年 - 1389年                    |
| ３   | カラ・ユースフ     | 1389/90年 - 1400年 1406年 - 1420年 |
| ４   | カラ・イスカンダル | 1420年 - 1435/38年                 |
| ５   | ジャハーン・シャー | 1435/38年 - 1467年                 |
| ６   | ハサン・アリー     | 1468年 - 1469年                    |

→白羊朝により滅亡

## 系図
|  |  |                     |                     |                     |                     | バイラム・ホジャ1   |                     |  |  |                     |                     |                     |                     |                     |                     |  |  |  |  |  |  |  |  |  |  |  |  |  |  |  |  |
|  |  |                     |                     |                     |                     |                     |                     |  |  |                     |                     |                     |                     |                     |                     |  |  |  |  |  |  |  |  |  |  |  |  |  |  |  |  |
|  |  |                     |                     |                     |                     | カラ・ムハンマド2   |                     |  |  |                     |                     |                     |                     |                     |                     |  |  |  |  |  |  |  |  |  |  |  |  |  |  |  |  |
|  |  |                     |                     |                     |                     |                     |                     |  |  |                     |                     |                     |                     |                     |                     |  |  |  |  |  |  |  |  |  |  |  |  |  |  |  |  |
|  |  |                     |                     |                     |                     | カラ・ユースフ3     |                     |  |  |                     |                     |                     |                     |                     |                     |  |  |  |  |  |  |  |  |  |  |  |  |  |  |  |  |
|  |  |                     |                     |                     |                     |                     |                     |  |  |                     |                     |                     |                     |                     |                     |  |  |  |  |  |  |  |  |  |  |  |  |  |  |  |  |
|  |  |                     |                     |                     |                     |                     |                     |  |  |                     |                     |                     |                     |                     |                     |  |  |  |  |  |  |  |  |  |  |  |  |  |  |  |  |
|  |  | カラ・イスカンダル4 | カラ・イスカンダル4 | カラ・イスカンダル4 | カラ・イスカンダル4 | カラ・イスカンダル4 | カラ・イスカンダル4 |  |  | ジャハーン・シャー5 | ジャハーン・シャー5 | ジャハーン・シャー5 | ジャハーン・シャー5 | ジャハーン・シャー5 | ジャハーン・シャー5 |  |  |  |  |  |  |  |  |  |  |  |  |  |  |  |  |
|  |  | カラ・イスカンダル4 | カラ・イスカンダル4 | カラ・イスカンダル4 | カラ・イスカンダル4 | カラ・イスカンダル4 | カラ・イスカンダル4 |  |  | ジャハーン・シャー5 | ジャハーン・シャー5 | ジャハーン・シャー5 | ジャハーン・シャー5 | ジャハーン・シャー5 | ジャハーン・シャー5 |  |  |  |  |  |  |  |  |  |  |  |  |  |  |  |  |
|  |  |                     |                     |                     |                     |                     |                     |  |  | ハサン・アリー6     |                     |                     |                     |                     |                     |  |  |  |  |  |  |  |  |  |  |  |  |  |  |  |  |